# La Cellette, Puy-de-Dôme
La Cellette är en kommun i departementet Puy-de-Dôme i regionen Auvergne-Rhône-Alpes i centrala Frankrike. Kommunen ligger i kantonen Pionsat som tillhör arrondissementet Riom. År 2022 hade La Cellette 167 invånare.

## Befolkningsutveckling
Antalet invånare i kommunen La Cellette
| Referens: INSEE |